# Michał Kotański
Michał Kotański (ur. 12 grudnia 1976) – polski reżyser teatralny, od 2015 dyrektor naczelny i artystyczny Teatru im. Stefana Żeromskiego w Kielcach, od stycznia 2024 dyrektor Teatru Telewizji. 

## Życiorys

### Wykształcenie
Absolwent reżyserii dramatu na Wydziale Reżyserii Dramatu w Państwowej Wyższej Szkole Teatralnej w Krakowie oraz filozofii na Wydziale Filozofii Uniwersytetu Warszawskiego.  

### Kariera teatralna
Był asystentem Jerzego Golińskiego (Żołnierz i bohater George’a Bernarda Shawa (1998) w Teatrze im. Juliusza Słowackiego w Krakowie), Andrzeja Wajdy (Słomkowy kapelusz Eugène’a Labiche (1998) w Starym Teatrze w Krakowie), Jerzego Jarockiego (Trzeci akt Witkacego (2002) w PWST w Krakowie), Macieja Wojtyszki (Bułhakow (2002) w Teatrze im. Juliusza Słowackiego w Krakowie), a także Declana Donnellana, Achima Freyera, Mikołaja Grabowskiego, Krystiana Lupy, Andrzeja Seweryna i Rudolfa Zioły.
W 2002 zadebiutował jako reżyser spektaklu Mr Love w krakowskim Teatrze STU z udziałem Agaty Pruchniewskiej i Krzysztofa Pluskoty. W 2003 zastąpił Marcina Grotę i podjął się reżyserii przedstawienia Polaroidy. Kilka ostrych zdjęć Marka Ravenhilla, prezentowanego na XXXXIII Kaliskich Spotkaniach Teatralnych – Festiwalu Sztuki Aktorskiej w Kaliszu, gdzie odtwórca roli Victora, chłopaka umierającego na AIDS Tima (Adam Nawojczyk) – Michał Czernecki został wyróżniony za swój debiut.
Reżyserował w teatrach krakowskich – Starym, im. Juliusza Słowackiego i Bagatela, warszawskich – Powszechnym i Studio oraz Teatrze im. Wilama Horzycy w Toruniu, Teatrze Wybrzeże, Teatrze im. Wojciecha Bogusławskiego w Kaliszu, Teatrze im. Stefana Jaracza w Olsztynie, Teatrze im. Aleksandra Sewruka w Elblągu, Teatrze Dramatycznym im. Jerzego Szaniawskiego w Płocku i Teatrze im. Cypriana Kamila Norwida w Jeleniej Górze.
Zrealizował słuchowiska radiowe – Zapach czekolady Radosława Paczochy (2009) i Burmistrz Małgorzaty Sikorskiej-Miszczuk (2011). Współpracował też z Teatrem Telewizji reżyserując Dzieje grzechu Stefana Żeromskiego (2017) z Magdą Grąziowską, Hamleta Williama Szekspira (2019) z Przemysławem Stippą w roli tytułowej i Widnokrąg Wiesława Myśliwskiego (2020). 

### Dyrektor Teatru im. Stefana Żeromskiego w Kielcach
Od 2015 dyrektor naczelny i artystyczny Teatru im. Stefana Żeromskiego w Kielcach.
Jedną z jego pierwszych artystycznych decyzji było wznowienie spektaklu Samotność pól bawełnianych Bernarda Marie Koltesa w reżyserii Radosława Rychcika i przeniesienie go na Dużą Scenę. W grudniu 2016 nawiązał współpracę z PWST w Krakowie. Michał Kotański urzeczywistnił marzenie kilku swoich poprzedników – Kielecki Międzynarodowy Festiwal Teatralny. Realizuje różnorodną linię repertuarową – od ambitnych przedsięwzięć po komedie i musicale na wysokim poziomie. Do współpracy zaprasza najlepszych twórców teatralnych w Polsce i za granicą, m.in.: Dana Jemmetta, Mikołaja Grabowskiego, Maję Kleczewską, Jolantę Janiczak i Wiktora Rubina, Marcina Libera, Monikę Strzępkę i Pawła Demirskiego, Unę Thorleifsdottir.
Kotańskiemu udało się zamknąć kwestie własnościowe siedziby kieleckiego teatru toczące się przez 19 lat – dzięki temu teatr realizuje zadanie pn. „Przebudowa, rozbudowa i nadbudowa zabytkowego obiektu Teatru im Stefana Żeromskiego w Kielcach”, która zakłada m.in. unowocześnienie budynku, dostosowanie go do potrzeb osób niepełnosprawnych, wdrożenie nowej technologii sceny, uruchomienie sceny kameralnej otwartej na dziedziniec oraz odtworzenie historycznych elementów zabytkowych, jak posągi czterech muz na elewacji frontowej.

## Spektakle
| Rok  | Tytuł                             | Autor                     | Miejsce premiery                                           |
| ---- | --------------------------------- | ------------------------- | ---------------------------------------------------------- |
| 2000 | Letnicy                           | Maksym Gorki              | PWST w Krakowie                                            |
| 2002 | Mr Love                           | Leach Karoline            | Krakowski Teatr Scena STU                                  |
| 2003 | Polaroidy                         | Mark Ravenhill            | Narodowy Stary Teatr im. Heleny Modrzejewskiej w Krakowie  |
| 2005 | Tajemna ekstaza                   | David Hare                | Teatr Powszechny im. Zygmunta Hübnera w Warszawie          |
| 2005 | Komediant                         | Thomas Bernhard           | Teatr im. Wilama Horzycy w Toruniu                         |
| 2006 | Językami mówić będą               | Andrew Bovell             | Narodowy Stary Teatr im. Heleny Modrzejewskiej w Krakowie  |
| 2007 | Spalenie matki                    | Paweł Sala                | Teatr Wybrzeże w Gdańsku                                   |
| 2007 | Opowieść o zwyczajnym szaleństwie | Petr Zelenka              | Teatr im. Wojciecha Bogusławskiego w Kaliszu               |
| 2008 | Loretta                           | George F. Walker          | Teatr Wybrzeże w Gdańsku                                   |
| 2009 | Produkt                           | Mark Ravenhill            | Teatr im. Stefana Jaracza w Olsztynie                      |
| 2010 | Przed odejściem w stan spoczynku  | Thomas Bernhard           | Teatr Studio im. Stanisława Ignacego Witkiewicza, Warszawa |
| 2010 | Letnicy                           | Maksym Gorki              | Teatr im. Stefana Jaracza w Olsztynie                      |
| 2012 | Anna Karenina                     | Lew Tołstoj               | Lubuski Teatr im. Leona Kruczkowskiego w Zielonej Górze    |
| 2012 | Letnicy                           | Maksym Gorki              | Teatr im. Aleksandra Sewruka w Elblągu                     |
| 2012 | Być jak Kazimierz Deyna           | Radosław Paczocha         | Teatr im. Jerzego Szaniawskiego w Płocku                   |
| 2013 | Kariera Nikodema Dyzmy            | Tadeusz Dołęga-Mostowicz  | Teatr im. Stefana Jaracza w Olsztynie                      |
| 2013 | Układ                             | Elia Kazan                | Teatr Bagatela im. Tadeusza Boya-Żeleńskiego, Kraków       |
| 2013 | Don Juan                          | Molier                    | Teatr im. Cypriana Kamila Norwida w Jeleniej Górze         |
| 2014 | Mefisto                           | Klaus Mann                | Teatr Bagatela im. Tadeusza Boya-Żeleńskiego, Kraków       |
| 2014 | Dzieje grzechu                    | Stefan Żeromski           | Teatr im. Stefana Żeromskiego w Kielcach                   |
| 2015 | Poskromienie złośnicy             | William Szekspir          | Teatr Bagatela im. Tadeusza Boya-Żeleńskiego, Kraków       |
| 2015 | Świętoszek                        | Molier                    | Teatr im. Stefana Jaracza w Olsztynie                      |
| 2016 | Krzyżacy                          | Henryk Sienkiewicz        | Teatr im. Wilama Horzycy w Toruniu                         |
| 2017 | Opowieści Lasku Wiedeńskiego      | Ödön von Horváth          | PWST w Krakowie                                            |
| 2017 | Opowieści Lasku Wiedeńskiego      | Ödön von Horváth          | Teatr im. Stefana Żeromskiego w Kielcach                   |
| 2018 | Romans                            | Aleksander Ostrowski      | Teatr im. Wojciecha Bogusławskiego w Kaliszu               |
| 2019 | Widnokrąg                         | Wiesław Myśliwski         | Teatr im. Stefana Żeromskiego w Kielcach                   |
| 2020 | Loretta                           | George F. Walker          | Teatr im. Stefana Żeromskiego w Kielcach                   |
| 2022 | Król Mięsopust                    | Jarosław Marek Rymkiewicz | Teatr im. Stefana Żeromskiego w Kielcach                   |
| 2022 | Uciekła mi przepióreczka          | Stefan Żeromski           | Teatr im. Stefana Żeromskiego w Kielcach                   |
| 2023 | Don Juan                          | Molier                    | Teatr im. Wilama Horzycy w Toruniu                         |

## Teatr Telewizji
| Rok  | Tytuł          | Autor             |
| ---- | -------------- | ----------------- |
| 2017 | Dzieje grzechu | Stefan Żeromski   |
| 2020 | Hamlet         | William Szekspir  |
| 2020 | Widnokrąg      | Wiesław Myśliwski |

## Teatr Polskiego Radia
| Rok  | Tytuł            | Autor                        |
| ---- | ---------------- | ---------------------------- |
| 2009 | Zapach czekolady | Radosław Paczocha            |
| 2020 | Burmistrz        | Małgorzata Sikorska-Miszczuk |

## Nagrody
- 2012: Zielona Góra – Leon dla najpopularniejszego spektaklu Anna Karenina Lwa Tołstoja w sezonie 2011/2012 w Lubuskim Teatrze w Zielonej Górze
- 2015: Polkowice – XVII Festiwal „Oblicza Teatru” – Złoty Miedziak – nagroda za Najlepszą Reżyserię za spektakl Układ Elii Kazana w Teatrze „Bagatela” im. Tadeusza Boya-Żeleńskiego w Krakowie
- 2024: Nagroda Miasta Kielce[15]